# Xã Warren, Quận Franklin, Pennsylvania
Xã Warren (tiếng Anh: Warren Township) là một xã thuộc quận Franklin, tiểu bang Pennsylvania, Hoa Kỳ. Năm 2010, dân số của xã này là 369 người.